# Natendorf
Natendorf ist eine ländlich geprägte Gemeinde inmitten der Lüneburger Heide im Landkreis Uelzen, Niedersachsen. Sie gehört zur Samtgemeinde Bevensen-Ebstorf. 

## Geographische Lage
Die Gemeinde Natendorf befindet sich in der Metropolregion Hamburg zwischen den Hansestädten Lüneburg und Uelzen, rund 25 km südlich von Lüneburg und rund 20 km nordwestlich von Uelzen. 
Durch das Gemeindegebiet fließen der Natendorfer und der Varendorfer Bach. 

## Gemeindegliederung
Die Gemeinde Natendorf besteht aus den Ortschaften Haarstorf, Hohenbünstorf, Luttmissen, Natendorf, Oldendorf II, Schier, Vinstedt und Wessenstedt sowie den Wohnplätzen Gut Golste, Heerweghof, Nienbüttel, Gut Nienbüttel, Weinberghof und der Splittersiedlung Fuchsberg.

## Eingemeindungen
Am 1. Juli 1972 wurden die Gemeinden Haarstorf, Hohenbünstorf, Oldendorf II, Vinstedt und Wessenstedt eingegliedert.

## Politik

### Rat
Der Rat der Gemeinde Natendorf setzt sich aus neun Ratsfrauen und Ratsherren zusammen.
|                                           | Wählergemeinschaft | SPD | Gesamt  |
| 2011                                      | 9                  | 0   | 9 Sitze |
| 2016                                      | 9                  | 0   | 9 Sitze |
| 2021                                      | 9                  | 0   | 9 Sitze |
| Letzte Kommunalwahl am 12. September 2021 |                    |     |         |

### Bürgermeister/Verwaltung
Bürgermeister ist Christoph Elbers von der Wählergemeinschaft. Das Gemeindebüro befindet sich in der Golster Straße 5.

### Wappen
| Wappen von Natendorf | Blasonierung: „Geteilt von Silber (Weiß) und Grün, oben über der Teilungslinie ein rotes Fachwerkhaus mit schwarzem Fachwerk, goldenem (gelbem) Dach, goldenem (gelbem) Rähmbalken und goldenem (gelbem) Tor, auf der Giebelspitze zwei schwarze abgekehrte Pferdeköpfe; unten eine silberne (weiße) prähistorische Urne.“ |
| Wappen von Natendorf | Wappenbegründung: Das Fachwerkhaus symbolisiert die regionaltypischen Höfe, wovon einige zu den Baudenkmälern des Ortes gehören. Die Urne erinnert an das im Gemeindegebiet liegende Urnengräberfeld von Nienbüttel. |

## Kultur und Sehenswürdigkeiten

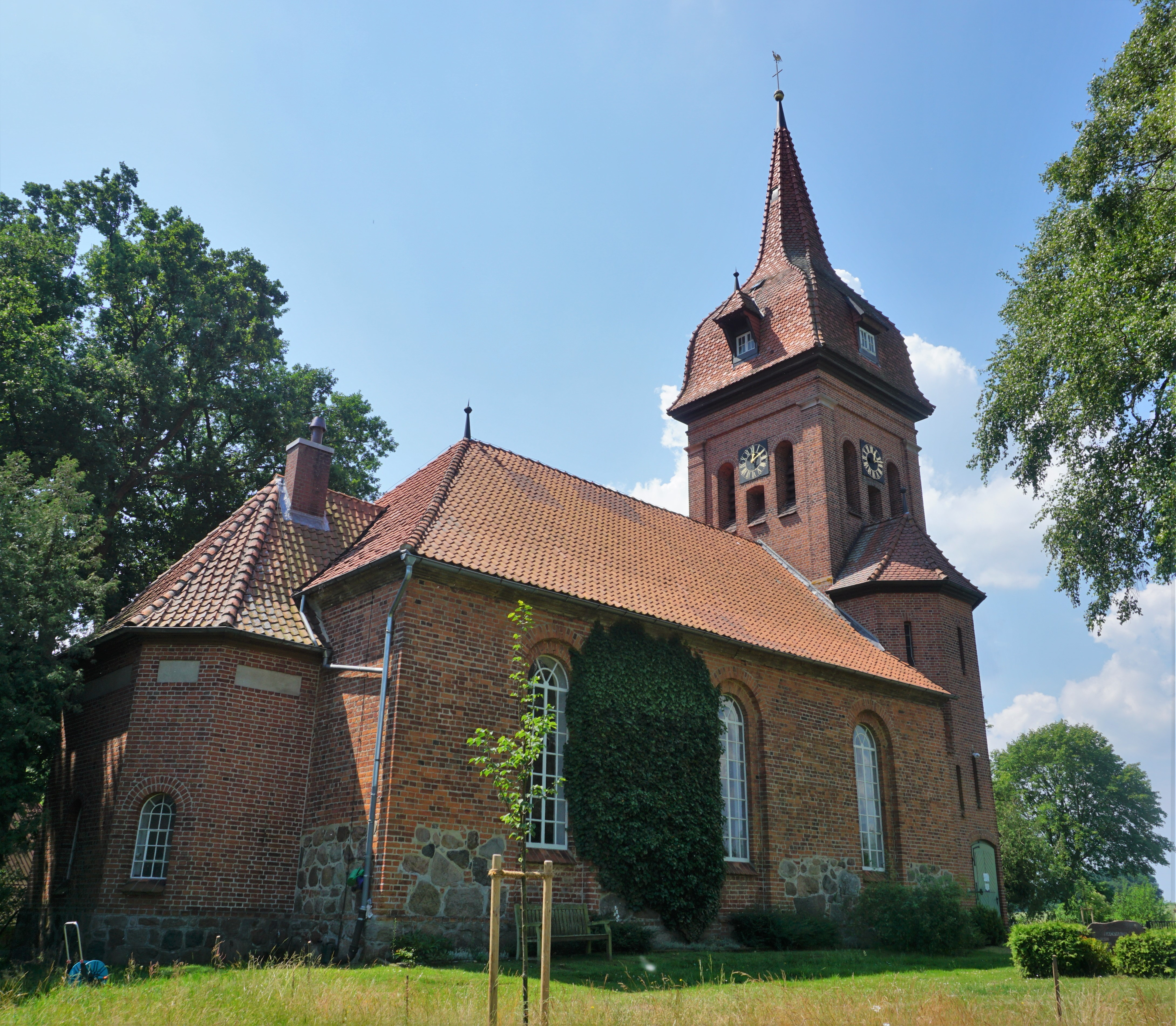
Kirche zu Natendorf

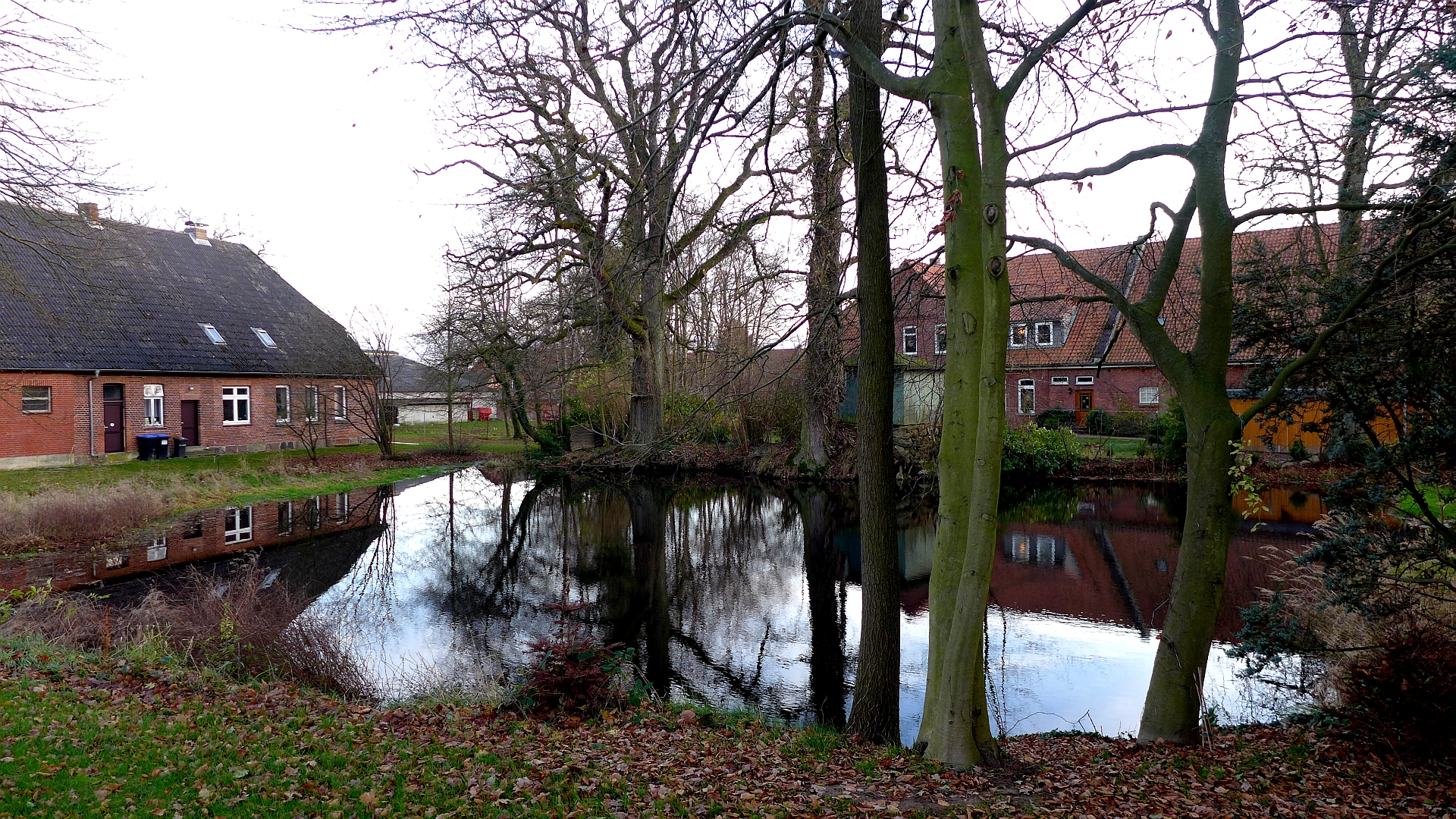
Dorfteich in Wessenstedt

In der Gemeinde Natendorf sind noch einige regionaltypische Höfe und Fachwerkbauten erhalten, darunter ein denkmalgeschütztes Gebäudeensemble des ehemaligen Zehnthofes mit Scheune, niedersächsischem Hallenhaus und Treppenspeicher aus dem 17./18. Jahrhundert (in Privatbesitz).
- Die Kirche zu Natendorf prägt mit der auffälligen Dachhaube ihres Westturms das Ortsbild Natendorfs. Das Kirchenschiff wurde in den Jahren 1789 bis 1791 erbaut und 1905 um einen Westturm erweitert. 1991 erfolgte eine Sanierung der Kirche, wodurch sie wieder den ursprünglichen Plänen entspricht. Sie enthält eine Orgel des Orgelbauers Eduard Meyer von 1866, welche 2019 renoviert wurde.
- In Haarstorf befand sich in einem ehemaligen Herrenhaus seit 1942 ein Posterholungsheim.[3]
- Mehrfach wurden auf Gemeindegebiet bedeutende archäologische Funde gemacht. Bereits zu Anfang des 20. Jahrhunderts wurde das Urnengräberfeld von Nienbüttel vom Archäologen Gustav Schwantes untersucht; 2016 wurden Nachuntersuchungen im Rahmen eines von der Deutschen Forschungsgemeinschaft (DFG) geförderten Projektes vorgenommen.[4]
- In Wessenstedt liegt der ehemals zum Kloster Ebstorf gehörende Weinberg.

## Religionen
- Die Evangelisch-lutherische Kirchengemeinde Natendorf wurde am 1. Juni 2012 mit der Evangelisch-lutherischen St.-Georgs-Kirchengemeinde in Barum zur Evangelisch-lutherischen Kirchengemeinde Barum-Natendorf in Barum vereinigt.[5]
- Die katholischen Gläubigen gehören der St.-Josephs-Kirchengemeinde in Bad Bevensen an.

## Persönlichkeiten
- Wichard von Bredow (1888–1951), Landrat a. D., Gutsbesitzer in Brandenburg, lebte zuletzt in Haarstorf

## Sonstiges
- Im Jahr 1947 wurde hier das Tief- und Straßenbau-Unternehmen Ewald Kalinowsky GmbH & Co. KG wiedergegründet.[6]